# Batman a Piros Sisak ellen
A Batman a Piros Sisak ellen (eredeti cím: Batman: Under the Red Hood) 2010-ben bemutatott amerikai animációs film, amelynek a rendezője Brandon Vietti, a zeneszerzője Christopher Drake. A Warner Premiere, DC Comics, Warner Bros. Animation gyártásában készült, a Warner Home Video forgalmazta. Műfaját tekintve akciófilm.
Amerikában 2010. július 27-én debütált, Magyarországon 2011. július 2-án mutatta be az HBO.

## Ismertető
A filmben Batman segítőtársát, Robint kinyírja a denevér ősellensége, Joker, amit az igazságosztó nehezen visel. Öt évvel később viszont ismét harcba kell szállnia, ugyanis megjelenik a Piros Sisak nevezetű gonosztevő, aki összecsap a Fekete Maszk nevű bűnöző szervezetével. Batman mindkettőt próbálja megállítani, amiben segítségére lesz Éjszárny is.

## Szereplők
| Szereplő                                                                                       | Színész                  | Magyar hang     |
| ---------------------------------------------------------------------------------------------- | ------------------------ | --------------- |
| Bruce Wayne / Batman                                                                           | Bruce Greenwood          | Sótonyi Gábor   |
| Jason Todd / Piros Sisak                                                                       | Jensen Ackles            | Markovics Tamás |
| Joker                                                                                          | John DiMaggio            | Bardóczy Attila |
| Dick Grayson / Éjszárny                                                                        | Neil Patrick Harris      | Moser Károly    |
| Ra's al Ghu                                                                                    | Jason Isaacs             | Fekete Zoltán   |
| Roman Sionis / Fekete Maszk                                                                    | Wade Williams            | Kerekes József  |
| Alfred Pennyworth                                                                              | Jim Piddock              | Makay Sándor    |
| Jason Todd / Robin fiatalon                                                                    | Alexander Martella       | Bogdán Gergő    |
| Jason Todd / Robin                                                                             | Vincent Martella         | Berkes Bence    |
| Ms. Li                                                                                         | Kelly Hu                 | Ősi Ildikó      |
| Ra's al Ghul asszisztense                                                                      | Brian George             | Szabó Máté      |
| Tyler                                                                                          | Kevin Michael Richardson | Albert Péter    |
| James Gordon felügyelő                                                                         | Gary Cole                | Beratin Gábor   |
| Freddie                                                                                        | Dwight Schultz           | Maday Gábor     |
| Bérgyilkos                                                                                     | Keri Tombazian           | Dögei Éva       |
| További magyar hangok:                                                                         |                          |                 |
| Kisfalusi Lehel, Magyar Bálint, Minárovits Péter, Pálmai Szabolcs, Szinovál Gyula, Vári Attila |                          |                 |